# Елин, Александр Михайлович
Алекса́ндр Миха́йлович Е́лин (род. 22 августа 1958, Ленинград) — советский и российский поэт-песенник, писатель, продюсер, телеведущий, журналист и копирайтер. По собственному заявлению — «либреттист».

## Биография
Родился в еврейской семье. Отец — Михаэль Исаевич Изуцкивер, Мать — Татьяна Израилевна Изуцкивер (Елина). Дедушка по отцу Иса́й Изуцкивер был участником советско-финской войны, а в Великую Отечественную руководил Госкомитетом по таре. Дедушка Израиль Абович Трембовлер — фронтовик. Одна из бабушек происходила из питерского раввинского рода Левант. Взял фамилию матери в 16 лет.
В конце 80-х являлся членом худсовета «Московской рок-лаборатории». В 1990 году эмигрировал из СССР в Израиль, однако в 2000-х вернулся, но уже в Российскую Федерацию. Был членом жюри рок-фестиваля «На взлёт!», организованного Андреем Ковалёвым. С 2008 по 2011 года вёл программу «Электронная почта» на телеканале «Парк развлечений». Являлся членом Общественного совета «Российского еврейского конгресса».
Стал известен как автор текстов рок- и поп-групп: «Ария», «Мастер», «Рондо», «Металлаккорд», «ХимерА», «Харизма», «Фабрика» и «Шпильки». Автор текстов таких известных композиций, как «Воля и разум», «Колизей», «Щит и меч», «Небо тебя найдёт», «Еще раз ночь», «Встань, страх преодолей» и «Дуня Кулакова».
В 80-х продюсировал глэм-группу «Примадонна», которая стала лучшей женской рок-группой на фестивале «Мисс-рок 88» в Киеве и участвовала в фестивале «Монстры рока СССР 89». Продюсировал рок-группы «ХимерА» и «Харизма» в начале их карьеры.
Являлся продюсером и автором всех текстов неизданного альбома группы «Беркут» (выпуск был запрещен Владимиром Холстининым в связи с переходом Артура Беркута в группу «Ария»).
В 2000-е являлся продюсером и автором текстов эпатажных поп-групп «Ки$$ки», «Шпильки» и «Поющие вместе». Является автором песни «Такого, как Путин!» и гимна проекта «Фабрика Звёзд» на Первом канале «Круто ты попал на ТВ».
Создатель, продюсер и автор текстов проектов «Одесса-мама» (шансон), «Уе Банд» (поп-рок) и «Рабфак» (русский рок).
В 2010-х написал песни в жанре политического памфлета: «Наш дурдом голосует за Путина» — ноябрь 2011. На одну неделю видеоролик на песню стал хитом Рунета. «Белые ленты» — январь 2012. Песню «Белые ленты» на сайте YouTube просмотрели больше 350 тыс. человек, а общее количество просмотров видеоканала «Рабфака» перевалило за 8 миллионов. «Ксения лучше всех!» — декабрь 2017 г. Посвящена Ксении Собчак — кандидату в президенты РФ.
В 2015 году стал выступать в клубах с чтением сатирических стихов в проекте «Мастера непечатного слова» вместе с Лео Кагановым, Сергеем Плотовым, Борисом Влахко, Антоном Черниным и Вадимом Седовым.
В 2016 году вышла детская приключенческая книга «Машина победы короля Гигамона Второго». В 2018 — сборник стихов «Ничего святого».

## Тексты песен

### Рок-музыка
| Песня                     | Исполнители      | Релизы |
| ------------------------- | ---------------- | --- |
| «Это Рок»                 | Ария             | «Мания величия» (1985) |
| «Волонтер»                | Ария             | «Мания величия» (1985) |
| «Бивни чёрных скал»       | Ария             | «Мания величия» (1985) |
| «Жизнь задаром»           | Ария             | «Мания величия» (1985) |
| «Мечты»                   | Ария             | «Мания величия» (1985) |
| «Позади Америка»          | Ария             | «Мания величия» (1985) |
| «Воля и разум»            | Ария / Мастер    | «С кем ты?» (1986), «Мастер» (1988), «Live» (1995), «Классика 1987—2002» (2002), «Чужой» (2006), «XX лет» (2008)                                                                                                 |
| «Встань, страх преодолей» | Ария / Мастер    | «С кем ты?» (1986), «Мастер» (1988) |
| «Здесь куют металл»       | Ария / Мастер    | «С кем ты?» (1986), «Мастер» (1988), «Grand Collection. Мастер» (2004) |
| «С кем ты?»               | Ария / Мастер    | «С кем ты?» (1986), "" (1988) |
| «Икар»                    | Ария / Мастер    | «С кем ты?» (1986), «Ария. mp3 коллекция» (2002), «XX лет» (2008), «Собрание сочинений» (2015) |
| «Игры не для нас»         | Ария / Мастер    | «С кем ты?» (1986), "" (1 |
| «Рондо-Поп»               | Рондо            | «Рондо» (1987) |
| «Злой Рок»                | Металлаккорд     | «Злой Рок» (1987), «Рок-панорама-87» (1987) |
| «Щит и меч»               | Мастер           | «Радиостанция „Юность“. 45 Минут В Воскресной Студии» (1987), «Мастер» (1988), «Grand Collection. Мастер» (2004), «Музыкальный Телетайп-2 / Давайте Начнем!» (2004), «XX лет» (2008)                             |
| «Руки прочь»              | Мастер           | «Мастер» (1988) |
| «Ещё раз ночь»            | Мастер           | «Мастер» (1988) |
| «Храни Меня»              | Мастер           | «Мастер» (1988) |
| «Химера»                  | Ария             | «Химера» (2001), «В поисках новой жертвы» (2003) |
| «Небо тебя найдёт»        | Ария             | «Химера» (2001), «В поисках новой жертвы» (2003), «Живой огонь» (2004), «Пляска ада» (2007), «Live in Studio» (2012), «В жёлтом круге арены» (2012), «30 лет! Юбилейный концерт» (2016)                          |
| «Вампир»                  | Ария             | «Химера» (2001), «В поисках новой жертвы» (2003), «Беспечный ангел» (2004) |
| «Тебе дадут знак»         | Ария             | «Химера» (2001), «В поисках новой жертвы» (2003) |
| «Колизей»                 | Ария             | «Колизей» (2002), «Крещение огнём» (2003), «Живой огонь» (2004), «Пляска ада» (2007), «Герой асфальта XX лет» (2008), «Live in Studio» (2012), «В жёлтом круге арены» (2012), «30 лет! Юбилейный концерт» (2016) |
| «Белый флаг»              | Ария             | «Крещение огнём» (2003) |
| «Следуй за мной»          | ХимерА           | «Агония» (2005) |
| «Горец»                   | ХимерА           | «Агония» (2005) |
| «Голос крови»             | ХимерА           | «Агония» (2005) |
| «Кто прав, кто виноват?»  | Харизма          | «Источник cилы» (2005) |
| «Брат мой»                | Харизма          | «Источник cилы» (2005), «Братья, в бой!» (2013), «A Tribute to Харизма — The X Anniversary» (2015) |
| «Беглец»                  | Харизма          | «Источник cилы» (2005), «Огниво: Russian Metal Hits-2» (2007), «A Tribute to Харизма — The X Anniversary» (2015)                                                                                                 |
| «Охотник»                 | Харизма          | «Источник cилы» (2005), «Братья, в бой!» (2013), «A Tribute to Харизма — The X Anniversary» (2015) |
| «S.O.S.»                  | Харизма          | «Источник cилы» (2005) |
| «Узнай меня»              | Харизма          | «Источник cилы» (2005), «A Tribute to Харизма — The X Anniversary» (2015) |
| «Ведьма»                  | Харизма          | «Источник cилы» (2005), «Братья, в бой!» (2013) |
| «Только любовь»           | Харизма          | «Источник cилы» (2005), «A Tribute to Харизма — The X Anniversary» (2015) |
| «Талисман»                | Харизма          | «Источник cилы» (2005) |
| «Вот мы и дома»           | Харизма          | «Источник cилы» (2005) |
| «Змея»                    | Театр Теней      | «Зверь» (2006) |
| «Звёзды легли на дно»     | Артерия          | «В поисках новой жизни» (2006) |
| «Фантастический герой»    | Роман Дрозд (RD) | «Карусель эпох» (2006) |
| «Знамение»                | Харизма          | «II» (2007) |
| «Харизма»                 | Харизма          | «II» (2007), «Стражи границ» (2018) |
| «Выбирай»                 | Харизма          | «II» (2007), «A Tribute to Харизма — The X Anniversary» (2015) |
| «Иду на свет»             | Харизма          | «II» (2007), «Братья, в бой!» (2013), «A Tribute to Харизма — The X Anniversary» (2015) |
| «Я буду здесь»            | Харизма          | «II» (2007) |
| «Огонь»                   | Харизма          | «II» (2007) |
| «Месть»                   | Харизма          | «II» (2007) |
| «Стой, пока живой!»       | Харизма          | «II» (2007), «Братья, в бой!» (2013), «A Tribute to Харизма — The X Anniversary» (2015) |
| «Тайна»                   | Харизма          | «II» (2007) |
| «Зона „Х“»                | Харизма          | «II» (2007) |
| «Отключись от Сети!»      | Харизма          | «MastersLand.com — Украдено из студии» (2009), «Отключись от Сети!» (2010), «Сила и вера» (2011), «Братья, в бой!» (2013)                                                                                        |
| «Пентагор»                | Харизма          | «Отключись от Сети!» (2010) |
| «Император»               | Харизма          | «Отключись от Сети!» (2010), «Сила и вера» (2011) |
| «Лети»                    | Харизма          | «Сила и вера» (2011) |
| «На чужой земле»          | Харизма          | «Сила и вера» (2011) |
| «Не сходи с ума!»         | Ария             | «Через все времена» (2014) |
| «Гонка за славой»         | Ария             | «Проклятье морей» (2018) |
| «Эра Люцифера»            | Ария             | «Проклятье морей» (2018) |
| «От заката до рассвета»   | Ария             | «Проклятье морей» (2018) |

### Поп-музыка
| Песня                     | Исполнители             | Релизы                                                 |
| ------------------------- | ----------------------- | ------------------------------------------------------ |
| «Такого, как Путин!»      | Поющие вместе           | «Такого, как Путин!» (2004)                            |
| «Твоя девчонка»           | Поющие вместе           | «Такого, как Путин!» (2004)                            |
| «Наш город»               | Поющие вместе           | «Такого, как Путин!» (2004)                            |
| «Позвони домой»           | Поющие вместе           | «Такого, как Путин!» (2004)                            |
| «Если бы не пиво»         | Поющие вместе           | «Такого, как Путин!» (2004)                            |
| «Мой депутат»             | Поющие вместе           | «Такого, как Путин!» (2004)                            |
| «Маленькое чудо»          | Поющие вместе           | «Такого, как Путин!» (2004)                            |
| «Лёлик»                   | Фабрика                 | «Девушки фабричные» (2004), «Мы такие разные» (2009)   |
| «Мы в Топе!»              | Валдай                  | «Двигай Попой! 14» (2004), «Мало-НЕ-покаЖется!» (2005) |
| «Соль на коже»            | Юта                     | «Телерадиосны» (2005)                                  |
| «Сам ты Наташа»           | Шпильки                 | «Альбом первый» (2005)                                 |
| «Маленькая штучка»        | Шпильки                 | «Альбом первый» (2005)                                 |
| «Пойми меня»              | Шпильки                 | «Альбом первый» (2005)                                 |
| «Темнота — друг молодёжи» | Шпильки                 | «Альбом первый» (2005)                                 |
| «Зая»                     | Шпильки                 | «Альбом первый» (2005)                                 |
| «Никакие»                 | Шпильки                 | «Альбом первый» (2005)                                 |
| «Дуня Кулакова»           | Шпильки                 | «Альбом первый» (2005)                                 |
| «Больше гламура»          | Сергей Зверев / Шпильки | «Звезда в шоке…!!!» (2007), «Альбом второй» (2007)     |
| «Папуасы»                 | Шпильки                 | «Альбом второй» (2007)                                 |
| «Фантазии»                | Шпильки                 | «Альбом второй» (2007)                                 |
| «Руки прочь от олигархов» | Отпетые мошенники       | «Назло рекордам!!!» (2008)                             |

### Русский рок
| Песня                            | Исполнители | Релизы              |
| -------------------------------- | ----------- | ------------------- |
| «Наш дурдом голосует за Путина»  | Рабфак      | «Наш дурдом» (2012) |
| «Белые ленты»                    | Рабфак      | «Наш дурдом» (2012) |
| «Новая песня о правде»           | Рабфак      | «Наш дурдом» (2012) |
| «Дай поцелую тебя, моя власть»   | Рабфак      | «Наш дурдом» (2012) |
| «Эх, Россия моя»                 | Рабфак      | «Наш дурдом» (2012) |
| «Новая песня о милиции»          | Рабфак      | «Наш дурдом» (2012) |
| «Хорошие парни девчонок не бьют» | Рабфак      | «Наш дурдом» (2012) |
| «Товарищ Медведев»               | Рабфак      | «Наш дурдом» (2012) |
| «Каждому крест»                  | Рабфак      | «Наш дурдом» (2012) |
| «Новая песня о Родине»           | Рабфак      | «Наш дурдом» (2012) |
| «Новая песня о Сталине»          | Рабфак      | «Наш дурдом» (2012) |
| «Путин, прощай навек»            | Рабфак      | «Наш дурдом» (2012) |